# Bloodlust
Bloodlust är en av rollfigurerna i Spindelmannen.
Bloodlust har aldrig någonsin avslöjat något om sitt förflutna. Hon är medlem av Femme Fatales när de planerar att likvidera Spindelmannen på en flygplats. När detta misslyckas lyckas hon komma undan och deltar senare i en attack mot Spindelmannen och Black Cat.
- Egenskaper: snabb, smidig, stark (flera klasser över Spindelmannen)
- Krafter: inga
- Vapen: långa, "utfällbara", rakbladsvassa naglar som klyver det mesta.